# August Borckmann
August Borckmann (né le 5 avril 1827 à Berlin et mort le 9 octobre 1890 dans la même ville) est un peintre prussien, actif à Berlin et à Munich.

## Biographie
August Borckmann a étudié la peinture à l'Académie royale des arts de Prusse à Berlin.
Ses œuvres sont régulièrement présentées à partir de 1856 aux expositions de l'Académie,. Il peint en 1880 un tableau représentant Beethoven et le Quatuor Rasumowsky

## Galerie

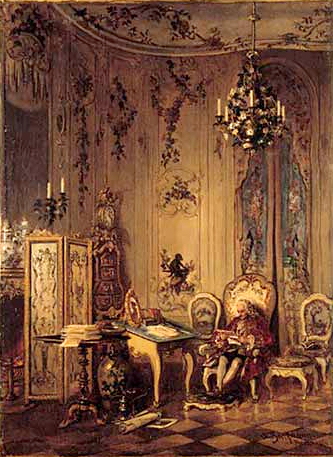
Voltaire dans son bureau, 1874.
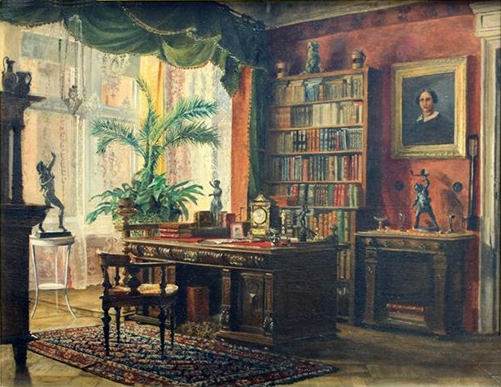
Vieil intérieur berlinois, 1874.
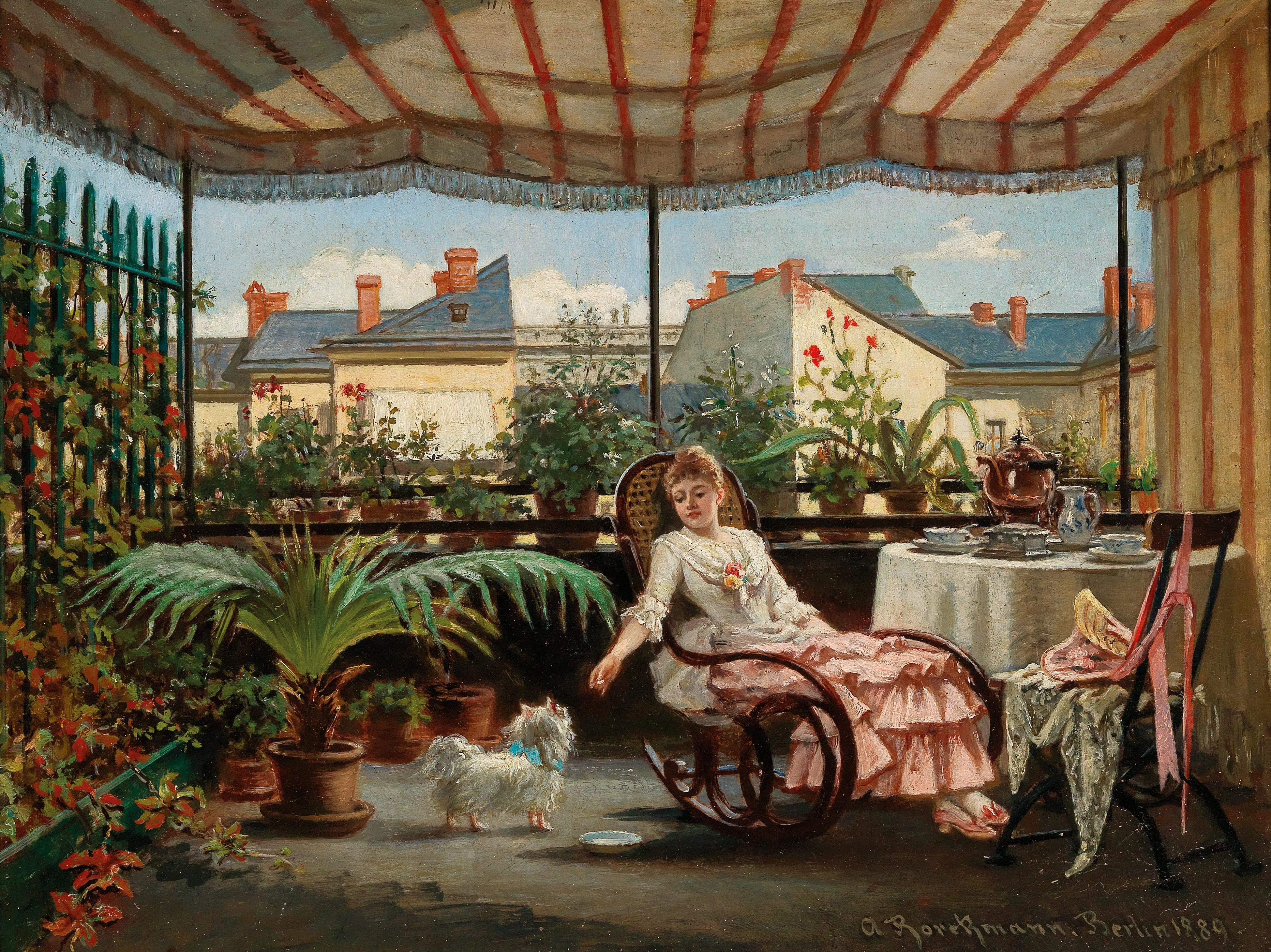
L'Heure du thé sous la véranda, Berlin, 1889.